# Überlebensanzug

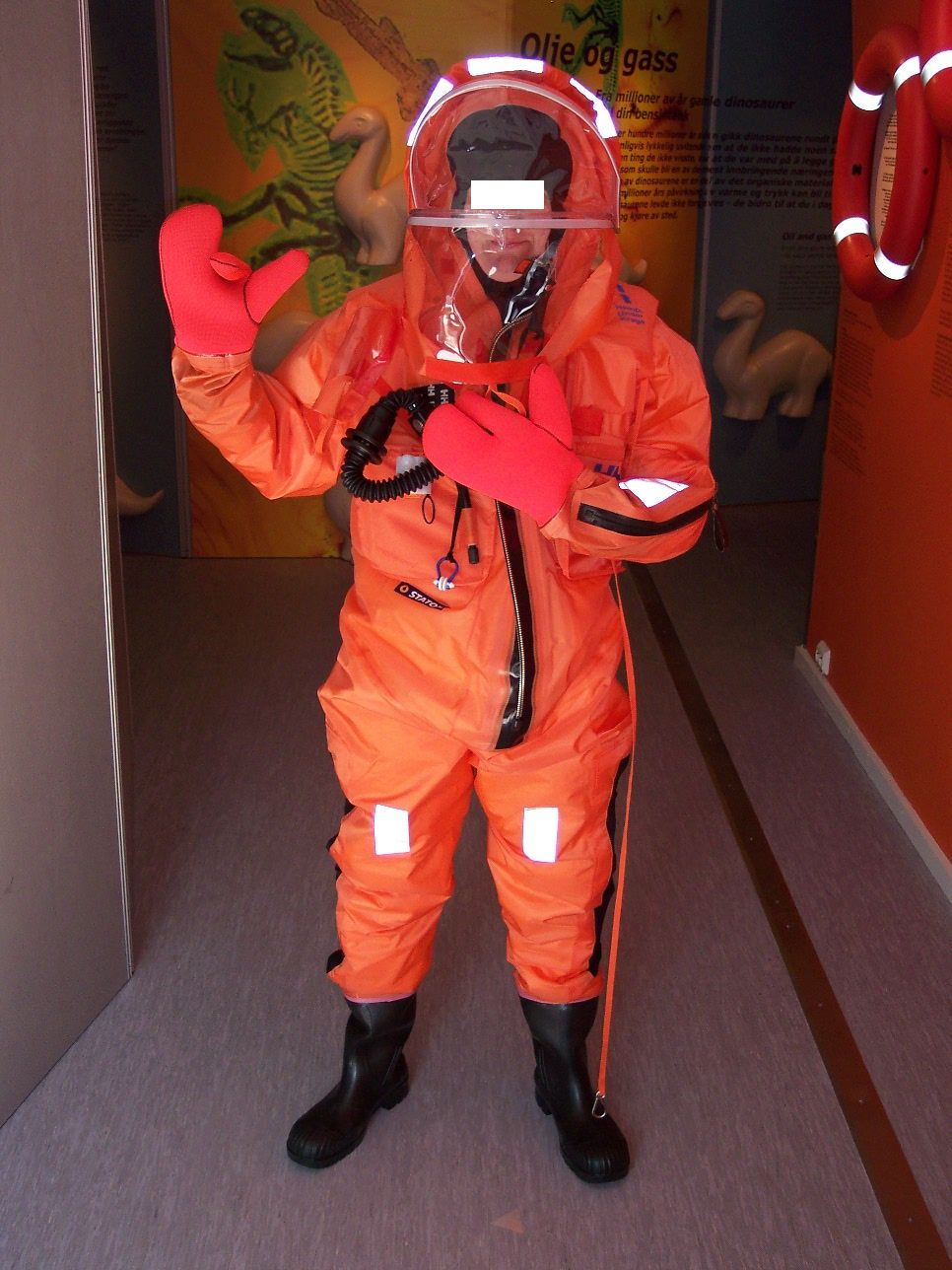
Überlebensanzug, wie er auf Bohrinseln des norwegischen Betreibers Statoil verwendet wird.

Der Überlebensanzug ist ein wasserdichtes maritimes Kleidungsstück, das als Rettungsmittel dient. Er verbessert die Überlebenschance einer Person, die in kaltes Wasser gefallen ist oder zur Rettung eines anderen ins Wasser springt. Der Anzug bietet wie eine Schwimmweste zusätzlichen Auftrieb und wirkt gleichzeitig wärmeisolierend gegen das umgebende Wasser. Abhängig von der jeweiligen Leistungsklasse des Anzugs beträgt die Überlebenszeit im Wasser mehrere Stunden.
Als Obermaterial wird, analog zu Trockentauchanzügen, Neopren oder Trilaminat verwendet. Fix angesetzt sind wasserdichte Stiefel und Handschuhe.
Überlebensanzüge werden in Signalfarben hergestellt und mit Reflexionsstreifen versehen, um ein besseres optisches Erkennen des Verunglückten zu ermöglichen.